# Muleba
Muleba è una circoscrizione mista (mixed ward) della Tanzania situata nel distretto di Muleba, regione del Kagera. Conta una popolazione di 18 464 abitanti (censimento 2012).